# Miguel Agustin Pro
Le bienheureux Miguel Agustin Pro (en français Michel-Augustin Pro), né le 13 janvier 1891 à Guadalupe, Zacatecas (Mexique) et mort fusillé le 23 novembre 1927 à Mexico (DF), est un prêtre jésuite mexicain qui fut exécuté sans jugement pendant la persécution religieuse des années 1920 au Mexique. Il a été 
béatifié le 25 septembre 1988 par le pape Jean-Paul II et il est liturgiquement commémoré le 23 novembre.

## Biographie
Entré au noviciat de la Compagnie de Jésus le 10 août 1911, Miguel Agustin Pro doit quitter son pays peu après, en 1914, la révolution dans laquelle le Mexique est plongé empêchant toute activité normale d’études, et les études ecclésiastiques sont freinées ou bannies par le nouveau gouvernement. Le jeune homme se trouve d’abord à Los Gatos en Californie aux États-Unis. De là, il passe en Espagne pour y faire ses études de philosophie à Grenade de 1915 à 1918.
Il enseigne quatre ans au Nicaragua de 1918 à 1922 et retourne en Europe, d’abord à Barcelone de 1922 à 1923, puis, à Enghien en Belgique de 1924 à 1926, pour y faire les études de théologie préparatoires au sacerdoce. Miguel Pro est ordonné prêtre à Enghien le 31 août 1925.

### Retour au Mexique
Miguel Pro rentre dans son pays, le Mexique, en 1926, alors que la crise des relations entre l'Église et l'État est particulièrement grave. Le Père Pro exerce son apostolat sacerdotal dans la capitale, Mexico, où il anime pastoralement de nombreux groupes. Il organise les étudiants, les aidant à approfondir leur foi. Ceux-ci se rassembleront plus tard au sein de l’Union nationale des étudiants catholiques (UNEC). Il s’occupe également des employés et des travailleurs domestiques, jusqu’alors fort négligés. Récusant le rejet social qui les marginalise, il aide les mères célibataires et fonde un centre pour la réhabilitation des prostituées.
Lorsque l’anticléricalisme gouvernemental est au plus vif, les prêtres étant interdits - sous peine de mort - de toute activité sacerdotale ou simplement sacramentelle, Pro circule dans la ville à bicyclette pour distribuer la communion en des lieux clandestins de réunion. Il organise des cachettes pour des religieuses fuyant la persécution. Il aide également les familles des Cristeros, tout en se dissociant complètement du mouvement armé chrétien en guerre contre le gouvernement de 1926 à 1929. Il juge cependant que les catholiques doivent défendre leurs droits politiques, dont celui de la liberté religieuse.
Bien que ne jouissant pas d’une bonne santé, il est très actif. Il invente des déguisements très variés et ingénieux pour échapper à la police. Il continue ses visites pastorales clandestines. Avec sang-froid et beaucoup d’humour, il parvient de nombreuses fois, et même de manière romanesque, à éviter la capture. Il fait même un séjour en prison sans que la police ne découvre sa véritable identité.

### Arrestation et exécution

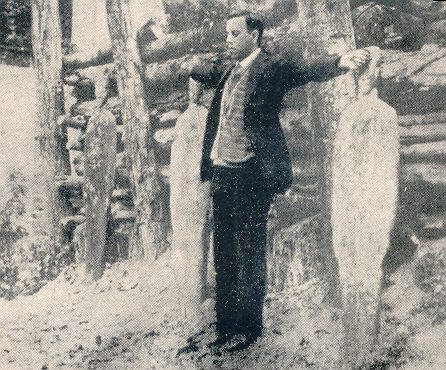
Exécution du P. Miguel Pro (23 novembre 1927)

Le 13 novembre 1927, la ligue de défense de la liberté religieuse participe à un attentat contre Alvaro Obregon, candidat franc-maçon à la présidence du Mexique. À la suite de l’attentat manqué, les trois frères Pro sont arrêtés, Miguel, Humberto et Robert. L'innocence des trois est indubitable. Aucun procès n’a lieu. Les protestations des avocats et diplomates étrangers ne servent à rien. Le gouvernement néglige les procédures légales; il cherche avant tout à faire un exemple pour l’Église catholique. Pour empêcher toute intervention légale ou diplomatique de dernière minute, l’exécution est même anticipée d’une demi-heure.
Miguel et Humberto Pro sont fusillés à 10 heures du matin, le 23 novembre 1927. Sur le chemin de sa cellule au poteau d'exécution, Miguel Pro console et pardonne à son geôlier. Devant le peloton d’exécution, le jeune Père Pro a les bras en croix et prononce les paroles célèbres: « Vive le Christ-Roi », dont la fête venait d'être mise au calendrier par le pape Pie XI.

## Popularité et béatification

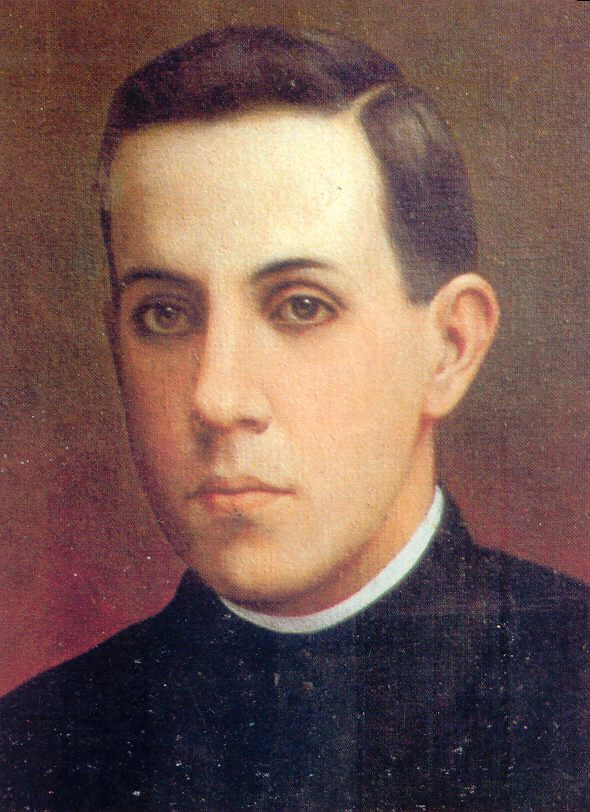
P. Miguel Pro SJ

Le peuple mexicain a toujours considéré Miguel Pro comme martyr et symbole de l'Église mexicaine persécutée ; ce qui fut catalysé par la circulation des photographies de son exécution dans la presse. À peine quelques années après sa mort, de nombreuses biographies de Miguel Pro circulaient déjà et étaient traduites en de nombreuses langues, et sa biographie était autrefois répandue par les collèges jésuites du monde entier.
Le 25 septembre 1988, Miguel Agustin Pro est officiellement déclaré martyr et bienheureux par le pape Jean-Paul II.  Liturgiquement, il est commémoré le 23 novembre. Ses reliques se trouvent dans l'église de la Sainte-Famille de Mexico (es).

## Annexe